# Platycerus caraboides
Platycerus caraboides là một loài kẹp kìm thuộc về họ Lucanidae, phân họ Lucaninae.
Loài bọ này hầu hết được tìm thấy ở châu Âu, ở Cận Đông và Bắc Phi.

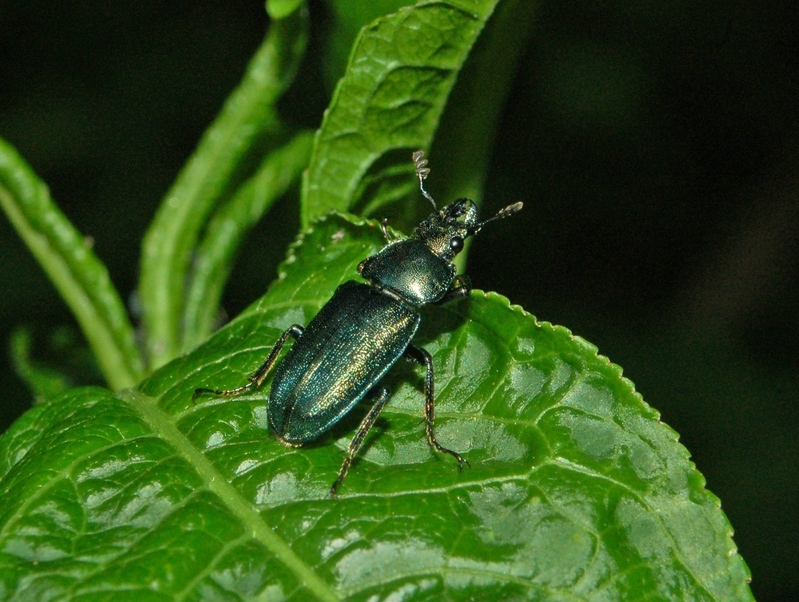
Mặt bên

Platycerus caraboides có cơ thể dẹp, xanh và lục ánh kim. Con trưởng thành dài khoảng 9–13 milimét (0,35–0,51 in) và hầu hết được gặp hầu hết từ tháng 5 tới tháng 7, cây chủ hầu hết là cây lá rộng, nhưng cũng có thể là cây lá kim (nhiều loài Pinus). Ấu trùng thường sống trên gỗ mục của cây sồi.